# Philippe Azoury
Pour les articles homonymes, voir Azoury.
Philippe Azoury, né le 9 juillet 1971 en France, est un journaliste et critique de cinéma français.

## Éléments biographiques
Collaborateur des Cahiers du cinéma entre 1998 et 2003, Philippe Azoury a également signé des textes pour Libération, Les Inrockuptibles, Vogue Paris. Mais aussi à la revue semestrielle Capricci consacrée au cinéma. Il a été jusqu'en 2014 grand reporter pour Obsession, le supplément culturel du Nouvel Observateur, puis devient rédacteur en chef des pages culture à l'hebdomadaire Grazia, et de l'édition « Grazia Daily Cannes » qui accompagne le festival de Cannes. En 2019, il devient rédacteur en chef culture du magazine Vanity Fair, désormais dirigé par Joseph Ghosn.
Il est l'auteur de plusieurs livres d'entretiens et monographies de cinéastes, et est sans doute un écrivain passionné par le cinéma, la musique, la photographie, autant qu'un journaliste.
En 2003, le prix Philippe Arnaud-Cinémathèque française a été décerné conjointement à Philippe Azoury et Jean-Marc Lalanne pour leur ouvrage consacré à Jean Cocteau : Cocteau et le cinéma : désordres (éd. Les Cahiers du cinéma/Centre Georges-Pompidou). La remise du prix s'est faite à lors du 12e Salon du livre de cinéma, des mains de l'actrice Amira Casar. Ce prix distingue un ouvrage de cinéma « faisant preuve d'une pensée audacieuse et originale ».

## Controverse
Dans une critique cinématographique du film Million Dollar Baby pour le journal Libération, publiée le 23 mars 2005, il confond le logo de la société de production, Lakeshore Entertainment, avec le premier plan du film, jetant un doute sur le sérieux de son travail et de sa méthode. Cette erreur est confirmée par Libération dans sa rubrique CheckNews du 12 février 2018.